# Писарев, Алексей Афанасьевич
Алексе́й Афана́сьевич Пи́сарев (20 августа 1909, Петербург — 19 сентября 1960) — русский советский артист балета, солист Ленинградского театра оперы и балета имени С. М. Кирова, педагог и методист классического балета. Заслуженный деятель искусств Башкирской АССР (1947).

## Биография
Окончил Ленинградское хореографическое училище в 1928 году (класс Владимира Пономарёва). В 1928 — 1950 году — солист балета Ленинградского театра оперы и балета имени С. М. Кирова.
В 1939—1960 годы преподавал классический танец в Ленинградское хореографическое училище. Среди его учеников: Аскольд Макаров, Юрий Григорович, Константин Шатилов, Всеволод Ухов, Илья Гафт и другие. Вместе с Верой Костровицкой стал автором учебника «Школа классического танца» (1968), неоднократно переиздававшегося.

## Репертуар вЛенинградском театре оперы и балета им. Кирова
- «Спящая красавица», хореография Мариуса Петипа — Дезире
- «Пламя Парижа», балетмейстер Василий Вайнонен — Актёр
- «Бахчисарайский фонтан», балетмейстер Ростислав Захаров — Юноша
- «Конёк-Горбунок», хореография Александра Горского— Гений вод
- «Эсмеральда», балетмейстер Агриппина Ваганова — Актеон
- «Корсар», хореография М. Петипа, редакция А. Вагановой, постановка Александра Чекрыгина — Купец
- «Лебединое озеро», хореография М. Петипа и Л. Иванова, редакция Леонида Лавровского — Па де труа
- «Лауренсия», балетмейстер Вахтанг Чабукиани — Фрондосо
- «Гаянэ», балетмейстер Нина Анисимова — Армен
- «Катерина», балетмейстер Леонид Лавровский — Борей

## Сочинения
- Костровицкая В., Писарев А. Школа классического танца. — Л.: Искусство, 1968. — 264 с. — 20 000 экз.
- Костровицкая В., Писарев А. Школа классического танца. — 2-е. — М.: Искусство, 1976. — 272 с. — 20 000 экз.
- Kostrovitskaia V., Pisarev A. School of classical dance / John Barker (перевод). — М., 1978.
- Костровицкая В., Писарев А. Школа классического танца. — 3-е. — М.: Искусство, 1986. — 262 с. — 15 000 экз.
- Kostrovitskaia V., Pisarev A. School of classical dance / John Barker (перевод). — Dance Books, 1995. — 487 с.

## Награды и звания
- 1947 — Заслуженный деятель искусств Башкирской АССР